# エーバーマンシュタット
エーバーマンシュタット (ドイツ語: Ebermannstadt, ドイツ語発音: [ˈeːbɐmanʃtat]) は、ドイツ連邦共和国バイエルン州オーバーフランケン行政管区のフォルヒハイム郡に属する郡所属市で、エーバーマンシュタット行政共同体の本部所在地。

## 地理

### 位置
バイエルン州北部、ニュルンベルクの北約25km、バンベルクの南西約25kmに位置する。フレンキシェ・シュヴァイツ自然公園内ヴィーゼント川の渓谷沿い、標高292mから545mの町である。この都市はフレンキシェ・シュヴァイツの『ふるさとの首都』を標榜し、フレンキシェ・シュヴァイツへの『表門』をいち早く自任した。1972年までエーバーマンシュタットはエーバーマンシュタット郡の郡庁所在地であり、ナンバープレートもEBSが割り振られていた。

### 自治体の構成
本市は、公式には17の地区 (Ort) からなる。このうち孤立農場などを除く集落は以下の通り。
| - ブライテンバッハ - ブッケンロイト - ブルクガイレンロイト - エーバーマンシュタット - エシュリップ - ガッセルドルフ - カンドルフ - モガスト | - ノイゼス - ニーダーミルスベルク - ポックスシュタル - リュッセンバッハ - ヴィンディッシュガイレンロイト - ヴォールムーツヒュル - ヴォルケンシュタイン |

## 歴史
この集落は、981年に神聖ローマ皇帝の村（"villa Ebermarstad"）と名付けられ、後にシュリュッセルベルク領となった。1430年、この集落はフス教徒によって破壊された。1552年には第二次辺境伯戦争によって、三十年戦争ではスウェーデン軍によって、そして1796年にはフランス軍によって、その都度この村は荒廃させられた。アルブレヒト・デューラーは1515年にエーバーマンシュタットに滞在し、その風景を油絵に描いている。

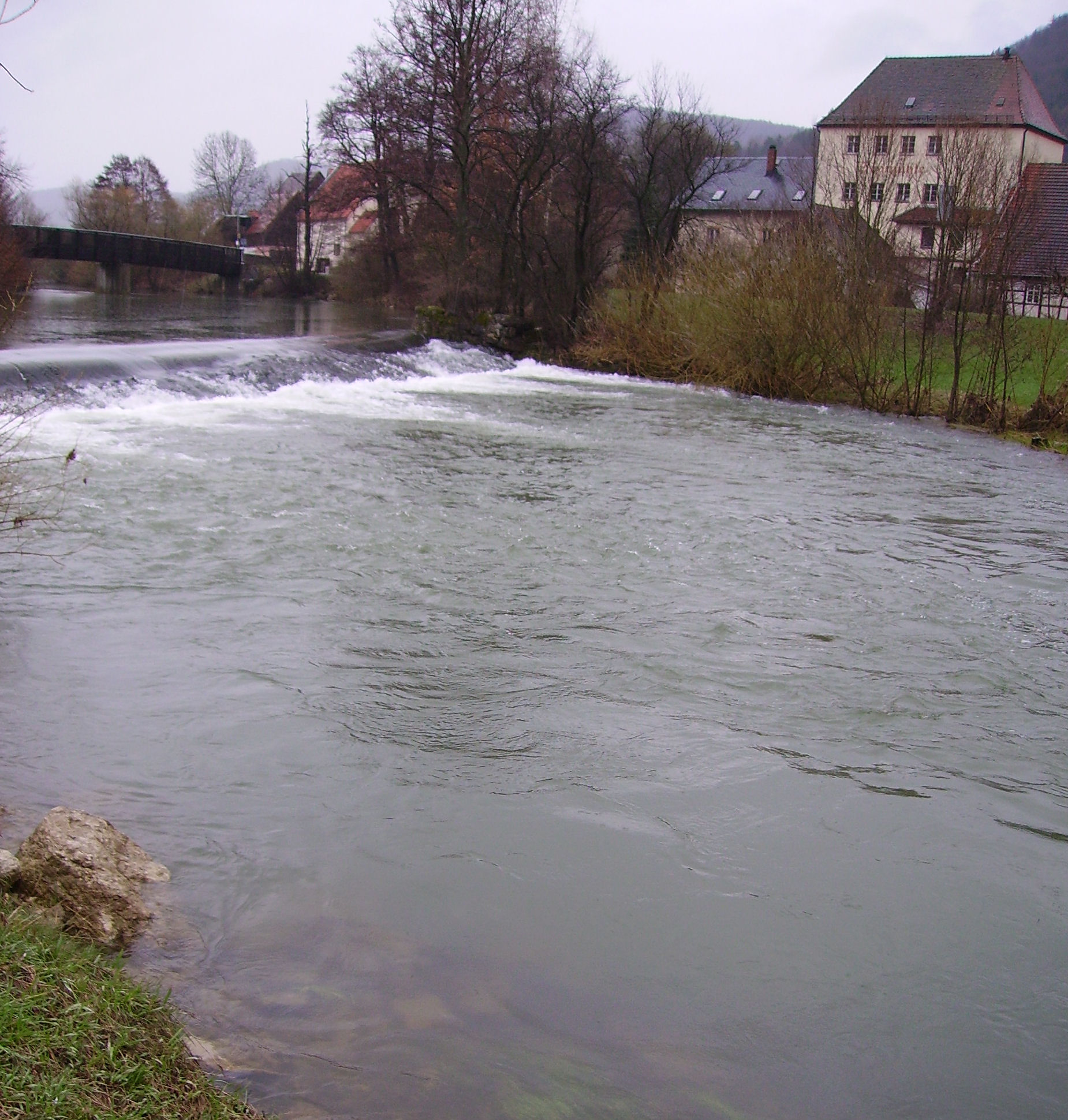
エーバーマンシュタットを流れるヴィーゼント川

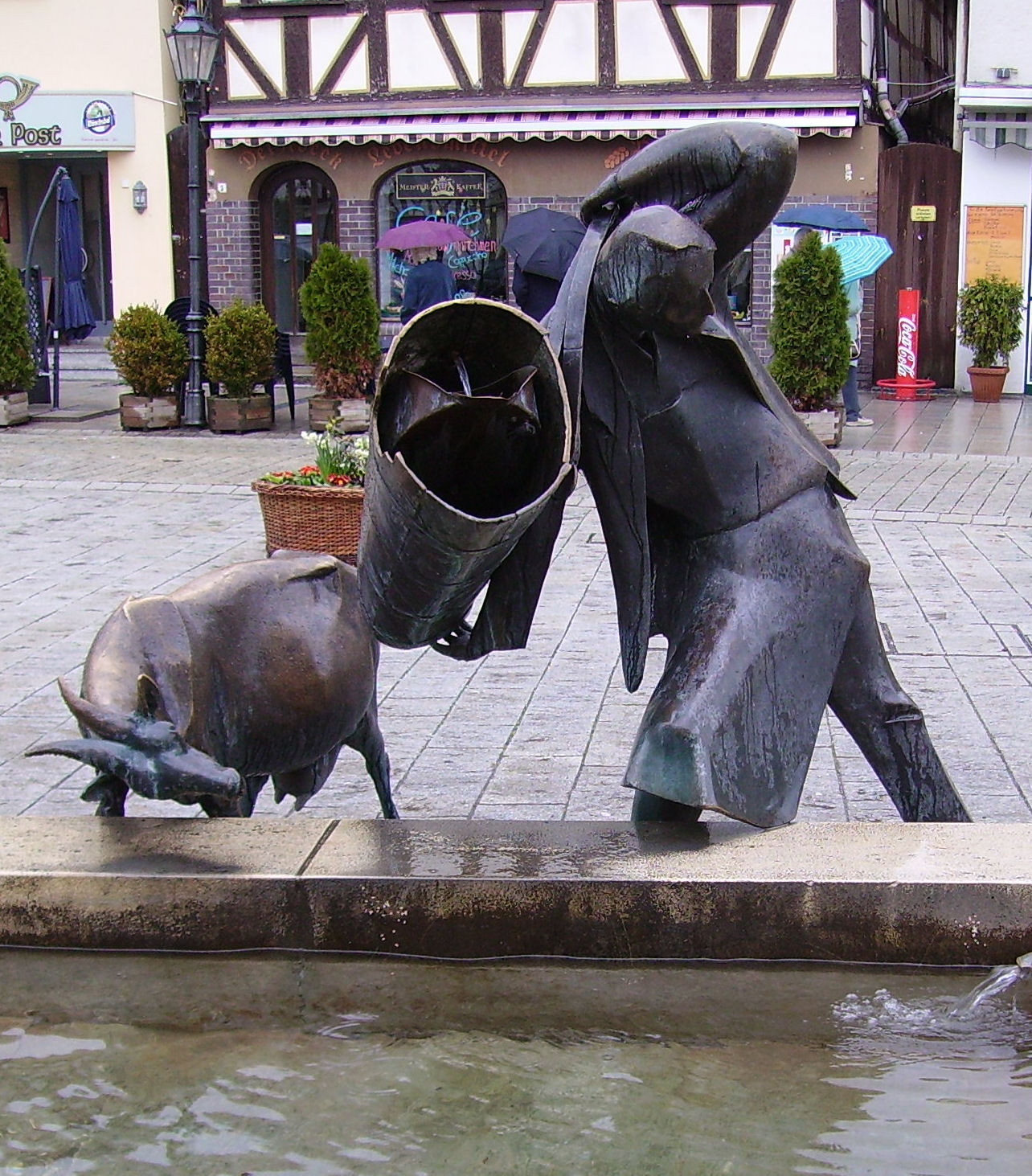
ツィーゲンブルン（ヤギの泉）

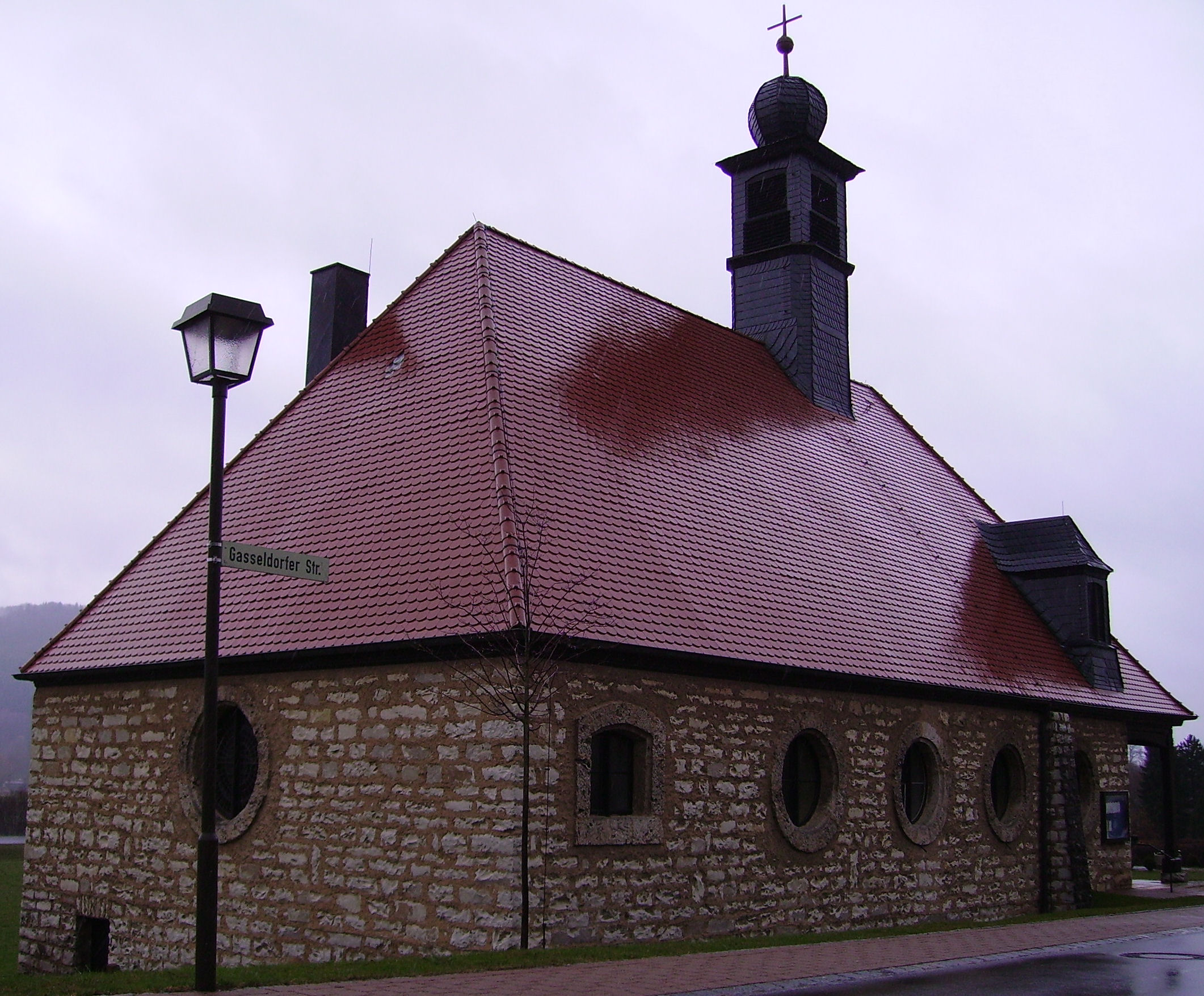
ガッセルドルフの教会

### 年表
- 531年：テューリンゲン族（ドイツ語版、英語版）による創設、Stätte eines Ebermar（イノシシのいる所）と名付けられた。
- 981年："Ebermarestad"として文献上初めて言及される。エーバーマンシュタットは、アシャッフェンブルクの聖ペテロ修道院の所有であった。
- 1200年：エーバーマンシュタットは、シュリュッセルベルク領となる。
- 1323年：神聖ローマ皇帝ルートヴィヒ4世により市場開催権をもつ市へ昇格。
- 1349年：シュリュッセルベルク領の分割。
- 1390年：エーバーマンシュタットは、バンベルク司教座の所領となる。
- 1430年：フス教徒によるエーバーマンシュタットの焼き討ち。
- 1469年：エーバーマンシュタットに独自の教区が創設された。
- 1510年：ビール醸造権を巡り、プレッツフェルトとの間でビール戦争。
- 1552年 - 1553年：第二次辺境伯戦争。ブランデンブルク＝クルムバッハ辺境伯アルブレヒト・アルキビアデス軍により破壊される。
- 1633年：三十年戦争でスウェーデン軍に占拠される。
- 1756年 - 1763年：七年戦争でプロイセン軍駐留。
- 1796年 - 1815年：ナポレオン戦争によりフランス軍が駐留。
- 1803年：世俗化。エーバーマンシュタットはバイエルン領となる。
- 1862年：エーバーマンシュタット郡、創設。
- 1891年：鉄道フォルヒハイム - エーバーマンシュタット線、開通。
- 1903年：発電所建設。
- 1915年：ハイリゲンシュタットへの鉄道開通。
- 1922年：鉄道ガッセルドルフ - ムゲンドルフ線開通（後にベーリンガースミューレまで延長）。
- 1960年：ハイリゲンシュタットへの旅客輸送停止。
- 1970年：シャントネー（フランス）と友好都市提携。洪水。
- 1970年 - 1974年：ギムナジウム・フレンキシェ・シュヴァイツ開校。
- 1976年：エーバーマンシュタットとベーリンガースミューレまでの鉄道廃止。
- 1978年：エシュリップ、カンドルフ合併。エーバーマンシュタット行政共同体創設。
- 1981年：『エーバーマンシュタット千年祭』式典。ベーリンガースミューレへのムゼウムスバーン（博物館路線）活動計画開始。

## 友好都市
- シャントネー （フランス、ヴァンデ県）

## 文化と見所

### 建造物
この都市の最も重要な宗教建築物は、マリア礼拝堂とネオ・ロマン様式のニコラウス教会である。マリアの泉（復活祭の泉の飾り付けが行われる）があるマルクト広場に面して古い木組み建築が建っている。この都市の象徴となる建物は、1606年にヴィーゼント川の橋に面して作られた水車である。この町の高台には、フォイエルシュタイン城がある。この建物は、フランケン地方の築城様式に則した建物であるが、1941年に建造されたものである。
|  |  |  |

### レクリエーション
エーバーマンシュタットは、州内では有名な行楽地で、ローテンビュール地区には屋外プールやキャンプ場が、カンドルフ地区にはゴルフ場が、そしてフォイエルシュタイン地区にはスポーツ飛行場がある。
週末にはエーバーマンシュタットから、ヴィーゼントタールを経由してベーリンガースミューレへ至るフレンキシェ・シュヴァイツ蒸気鉄道が運行している。
晴れた夜には、フォイエルシュタイン天文館で天体観測が行われる。周囲の集落から200mほど高い場所にある観測所から見上げるドイツの真っ暗な夜空は観測に最適である。

## 人物

### 出身者
- フリードリヒ・タイラー（1748年 - 1826年） - 彫刻家
- ヨハン・ゲオルク・ラーナー（1772年 - 1845年） - ウィーンで肉屋のマイスターとなり、ウィンナー・ソーセージを発明した。
- ミヒャエル・ミューラー（1953年 - ） - ミヒャエル・ミューラー出版の創設者。

## 引用
1. ↑  https://www.statistikdaten.bayern.de/genesis/online?operation=result&code=12411-003r&leerzeilen=false&language=de Genesis-Online-Datenbank des Bayerischen Landesamtes für Statistik Tabelle 12411-003r Fortschreibung des Bevölkerungsstandes: Gemeinden, Stichtag (Einwohnerzahlen auf Grundlage des Zensus 2011)
2. ↑  Max Mangold, ed (2005). Duden, Aussprachewörterbuch (6 ed.). Dudenverl. p. 293. ISBN 978-3-411-04066-7
3. ↑  Bayerische Landesbibliothek Online